# Tyler Blackett
Tyler Nathan Blackett (ur. 2 kwietnia 1994 w Manchesterze) – angielski piłkarz występujący na pozycji środkowego obrońcy w Rothernam United. W przeszłości młodzieżowy reprezentant Anglii. Jest lewonożny.

## Kariera klubowa

### Manchester United
Do Manchesteru United dołączył w roku 2002 w wieku ośmiu lat. Pierwszy profesjonalny kontrakt z klubem podpisał w lipcu 2012. 1 listopada 2013 został wypożyczony na dwa miesiące do Blackpool. 31 stycznia 2014 został wypożyczony do końca sezonu do Birmingham City. W pierwszej drużynie Manchesteru United zadebiutował podczas przedsezonowego tournée w Stanach Zjednoczonych, zaś pierwszy oficjalny występ zanotował 16 sierpnia 2014 w pierwszym meczu Premier League sezonu 2014/2015 ze Swansea City, przegranym przez Manchester United 1:2. 29 sierpnia 2015 został wypożyczony do końca sezonu do Celtiku. Z Celticikiem w tamtym sezonie zdobył mistrzostwo Szkocji.

### Reading
22 sierpnia 2016 roku za kwotę prawie 2 milionów funtów przeszedł do Reading. W Reading spędził łącznie 4 lata rozgrywając 122 mecze i zaliczając 10 asyst.

### Późniejsza kariera
15 sierpnia 2020 roku przeniósł się do Nottingham Forest, występującego w tamtym momencie w Championship.
6 sierpnia 2021 roku przeszedł do amerykańskiego klubu występującego w MLS, FC Cincinnati.
1 stycznia 2023 dołączył do drugoligowego angielskiego Rotherham United.